# Servisch 3×3-basketbalteam (mannen)
Het Servisch nationaal 3×3-basketbalteam, ook bekend als de Orlovi, is een team van 3×3-basketballers dat Servië vertegenwoordigt in internationale wedstrijden.

## Olympische Spelen
| Jaar   | Plaats         | WG             | W              | V              | Spelers                                   |
| ------ | -------------- | -------------- | -------------- | -------------- | ----------------------------------------- |
| 2020   | 3              | 9              | 8              | 1              | Domović Bulut, Majstorović, Ratkov, Vasić |
| 2024   | gekwalificeerd | gekwalificeerd | gekwalificeerd | gekwalificeerd | gekwalificeerd                            |
| Totaal | 1/1            | 9              | 8              | 1              |                                           |

## Wereldkampioenschap
| Jaar   | Plaats | WG | W  | V | Spelers                                     |
| ------ | ------ | -- | -- | - | ------------------------------------------- |
| 2012   | 1      | 9  | 8  | 1 | Savić, Domović Bulut, Ždero, Bošković       |
| 2014   | 2      | 9  | 7  | 2 | Savić, Domović Bulut, Ždero, Majstorović    |
| 2016   | 1      | 7  | 7  | 0 | Savić, Domović Bulut, Ždero, Majstorović    |
| 2017   | 1      | 7  | 7  | 0 | Savić, Domović Bulut, Ždero, Majstorović    |
| 2018   | 1      | 7  | 7  | 0 | Savić, Domović Bulut, Stojačić, Majstorović |
| 2019   | 4      | 7  | 4  | 3 | Savić, Domović Bulut, Vasić, Majstorović    |
| 2022   | 1      | 7  | 7  | 0 | Majstorović, Branković, Stojačić, Vasić     |
| 2023   | 1      | 7  | 7  | 0 | Majstorović, Branković, Stojačić, Vasić     |
| Totaal | 8/8    | 60 | 54 | 6 |                                             |